# Diễn Yên
Diễn Yên là một xã thuộc huyện Diễn Châu, tỉnh Nghệ An, Việt Nam.
Xã có diện tích 13,86 km², dân số năm 1999 là 14.278 người, mật độ dân số đạt 1.030 người/km².

## Địa Lý
Địa lý Xã Diễn yên : 
Phía Bắc Giáp : Xã Diễn Trường
Phía Tây Giáp : Đức Thành
Phía Đông Giáp : Diễn Mỹ
Phía Nam Giáp : Đô Thành Cầu Lồi 

## Văn Hóa doanh nhân

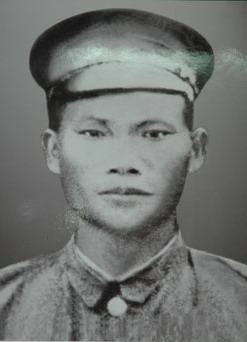
Phùng Chí Kiên Tướng Đầu Tiên Của Quân Đội Nhân Dân Việt nam.

- Khu Lưu Niệm Phùng Chí Kiên Khu Di Tích Lịch Sử Văn Hóa Quốc Gia[3]